# 9826 Ehrenfreund
9826 Ehrenfreund (2114 T-3) là một tiểu hành tinh vành đai chính.